# Talange
Talange là một xã trong vùng Grand Est, thuộc tỉnh Moselle, quận Metz-Campagne, tổng Maizières-lès-Metz. Tọa độ địa lý của xã là 49° 14' vĩ độ bắc, 06° 10' kinh độ đông. Talange nằm trên độ cao trung bình là 160 mét trên mực nước biển, có điểm thấp nhất là 154 mét và điểm cao nhất là 184 mét. Xã có diện tích 3,7 km², dân số vào thời điểm 2005 là 7673 người; mật độ dân số là 2073,8 người/km².

## Thông tin nhân khẩu
| 1962  | 1968  | 1975  | 1982  | 1990  | 1999  |
| ----- | ----- | ----- | ----- | ----- | ----- |
| 5 246 | 6 985 | 8 176 | 8 325 | 7 755 | 7 782 |